# Рыночно-нейтральные стратегии
Рыночно-нейтральные стратегии — группа инвестиционных стратегий, доходность которых не зависит от общего направления движения рынков.
Наиболее распространённые рыночно-нейтральные стратегии:
- Арбитраж
- Парный трейдинг[2][3]
- Баскет-трейдинг[4]
- Торговля волатильностью[5][6][7]

Нейтральность к рынку в данном случае не подразумевает, что доходность и риски стратегии не зависят от поведения рынков, а очерчивает класс подходов к инвестированию, в которых тем или иным образом убрано влияние какого-либо рынка или его сегмента.
Этот тип стратегий характеризуется самой низкой корреляцией с другими типами — если большинство стратегий зависят от каких-то общих факторов, то стратегии, нейтральные к рынку, наоборот, представляют собой выделенное отдельно от общих компонент мнение участника рынка.